# Reprezentacja Marianów Północnych w piłce nożnej mężczyzn
Reprezentacja Marianów Północnych w piłce nożnej reprezentuje terytorium zależne Stanów Zjednoczonych, Mariany Północne, w międzynarodowych rozgrywkach piłki nożnej. Zespół jest kontrolowany przez Związek Piłki Nożnej Marianów Północnych (Northern Mariana Islands Football Association), który jest członkiem Federacji Piłkarskiej Wschodniej Azji (EAFF) i członkiem stowarzyszonym Azjatyckiej Konfederacji Piłkarskiej (AFC), lecz nie jest członkiem Międzynarodowej Federacji Piłki Nożnej (FIFA) i dlatego nie może brać udziału w kwalifikacjach do Mistrzostw Świata. Pomimo braku członkostwa w Międzynarodowej Federacji Piłki Nożnej i tym samym brakiem klasyfikacji w rankingu FIFA, jest uznawana za jedną z najsłabszych męskich drużyn piłkarskich na świecie (w rankingu Elo z lipca 2016 zajęła ostatnie, 234. miejsce). Za największe osiągnięcie uznaje się zwycięstwo w Micronesian Cup 1998 w którym drużyna z Marianów Północnych odniosła zwycięstwo pokonując w finale 3–0 reprezentację Guamu.

## Udział wPucharze Azji
- 1956 – 1976 – Nie brała udziału (była częścią Powierniczych Wysp Pacyfiku)
- 1980 – 1984 – Nie brała udziału (nie była członkiem Azjatyckiej Konfederacji Piłkarskiej)
- 1988 – 2011 – Nie brała udziału
- 2015 – Nie zakwalifikowała się
- 2019 – 2023 – Nie brała udziału

## Historia

### Micronesian Cup 1998
Mariany Północne zadebiutowały w rozgrywkach międzynarodowych podczas turnieju Micronesian Cup 1998. Mecze Marianów Północnych:
| Miejsce | Przeciwnik | wynik | ------           |
| ------- | ---------- | ----- | ---------------- |
| Koror   | Palau B    | 0–8   | Mariany Północne |
| Koror   | Yap        | 1–2   | Mariany Północne |
| Koror   | Palau      | 1–12  | Mariany Północne |
| Koror   | Pohnpei    | 2–11  | Mariany Północne |
| Koror   | Guam       | 2–1   | Mariany Północne |

Ponieważ turniej nie spełniał podstawowych zasad piłki nożnej (w drużynach grało po 9 zawodników, mecze trwały tylko 80 minut, mniejsze wymiary boiska), mecze te nie są uznawane przez federację Marianów Północnych za oficjalne.

### 1999 Micronesian Cup
W następnym roku, zespół udał się do Yap na kolejną edycję turnieju. Do turnieju oprócz reprezentacji Marianów Półnicnych zgłosiły się dwa zespoły: Federacja Mikronezji i gospodarz turnieju, wyspa Yap. Ten występ był dużo słabszy w porównaniu do poprzedniego z uwagi na porażkę w pierwszym meczu z Federacją Mikronezji aż 0–7. Kolejny mecz z reprezentacją wyspy Yap zakończył się również porażką 0–2.

### Powrót
W grudniu 2006 roku, władze Federacji Piłkarskiej Wschodniej Azji (EAFF) przyznały Marianom Północnym status członka tymczasowego. Dzięki temu uzyskały one prawo do otrzymywania rocznej dotacji w wysokości 120 000 dolarów amerykańskich na rozwój piłki nożnej w kraju. Następnie, we wrześniu 2008 roku, przyznano pełne członkostwo. Od tego czasu reprezentacja Marianów Północnych nieprzerwanie występuje na Mistrzostwach Wschodniej Azji, które organizowane są co 2-3 lata.

## Lista meczów
Lista oficjalnych meczów reprezentacji Marianów Północnych:
| Data              | Miejsce  | Rywal           | Wynik | Turniej                             |
| ----------------- | -------- | --------------- | ----- | ----------------------------------- |
| 4 lipca 2016      | Guam     | Mongolia        | 8–0   | 2017 EAFF East Asian Cup            |
| 2 lipca 2016      | Guam     | Makau           | 3–1   | 2017 EAFF East Asian Cup            |
| 30 czerwca 2016   | Guam     | Chińskie Tajpej | 8–1   | 2017 EAFF East Asian Cup            |
| 25 lipca 2014     | Guam     | Guam            | 5–0   | 2015 EAFF East Asian Cup            |
| 23 lipca 2014     | Guam     | Macau           | 1–2   | 2015 EAFF East Asian Cup            |
| 21 lipca 2014     | Guam     | Mongolia        | 4–0   | 2015 EAFF East Asian Cup            |
| 6 marca 2013      | Katmandu | Bangladesz      | 4–0   | 2014 AFC Challenge Cup kwalifikacje |
| 4 marca 2013      | Katmandu | Palestyna       | 9–0   | 2014 AFC Challenge Cup kwalifikacje |
| 2 marca 2013      | Katmandu | Nepal           | 6–0   | 2014 AFC Challenge Cup kwalifikacje |
| 24 listopada 2012 |          | Guam            | 8–0   | Mecz towarzyski (U-23)              |
| 20 lipca 2012     |          | Macau           | 5–1   | 2013 EAFF East Asian Cup            |
| 18 lipca 2012     |          | Guam            | 3–1   | 2013 EAFF East Asian Cup            |
| 19 czerwca 2010   |          | Guam            | 1–1   | 2014 EAFF East Asian Cup            |
| 15 marca 2009     |          | Mongolia        | 4–1   | 2010 EAFF East Asian Cup            |
| 13 marca 2009     |          | Guam            | 2–1   | 2010 EAFF East Asian Cup            |
| 11 marca 2009     |          | Macau           | 6–1   | 2010 EAFF East Asian Cup            |
| 27 kwietnia 2008  |          | Guam            | 3–2   | 2008 EAFF East Asian Cup            |
| 1 kwietnia 2007   |          | Guam            | 9–0   | 2007 EAFF East Asian Cup            |
| 27 marca 2007     |          | Guam            | 3–2   | 2007 EAFF East Asian Cup            |
| 12 lipca 1999     | Yap      | Mikronezja      | 7–0   | 1999 Micronesia Cup                 |

Bilans: 1 zwycięstwo, 1 remis, 18 porażek. Bramki: 25 strzelonych i 99 straconych goli.

## Obecny skład
Stan na 4 lipca 2016 przed meczem przeciwko reprezentacji Mongolii:
| Nr         | Imię i nazwisko          | Data urodzenia       | Występy   | Gole      | Obecny klub         |
| Bramkarze  | Bramkarze                | Bramkarze            | Bramkarze | Bramkarze | Bramkarze           |
| ---------- | ------------------------ | -------------------- | --------- | --------- | ------------------- |
| 1          | Johann Noetzel           | 4 kwietnia 1977      | 9         | 0         | Tan Holdings        |
| 12         | Christopher Aninzo       | 6 stycznia 2000      | 1         | 0         | brak danych         |
| Obrońcy    |                          |                      |           |           |                     |
| 2          | Kennedy Izuka            | 27 marca 1998        | 4         | 0         | MP United           |
| 3          | Kirk Schuler             | 30 lipca 1980        | 9         | 3         | MP United           |
| 4          | Enrico del Rosario       | 21 marca 1997        | 3         | 0         | Stallion (Filipiny) |
| 14         | Nicolas Swaim            | 8 listopada 1977     | 15        | 2         | MP United           |
| 15         | William Dunn III         | 25 października 1984 | 10        | 0         | Paire               |
| 18         | Peter Loken              | 2 sierpnia 1980      | 9         | 1         | Inter Godfather's   |
| 20         | Alan Hinson              | 18 listopada 2000    | 2         | 0         | brak danych         |
|            | Euly Ermintanio          | 30 marca 2000        | 3         | 0         | brak danych         |
| Pomocnicy  |                          |                      |           |           |                     |
| 5          | Jonathan Takano          | 1 maja 1980          | 6         | 0         | Tan Holdings        |
| 6          | Joel Fruit               | 31 maja 1998         | 7         | 0         | Paire               |
| 8          | Darin Kaizer             | 26 listopada 1987    | 3         | 0         | brak danych         |
| 10         | Hunter Jewell            | 23 listopada 1977    | 1         | 0         | brak danych         |
| 11         | Terrence Thosert-Belcher | 3 listopada 1999     | 2         | 0         | brak danych         |
| Napastnicy |                          |                      |           |           |                     |
| 7          | Jehn Joyner              | 9 października 1997  | 7         | 0         | MP United           |
| 9          | Michah Griffin           | 26 października 1977 | 3         | 1         | brak danych         |
| 13         | Joe Wang Miller          | 3 lutego 1989        | 14        | 4         | MP United           |